# Maximianus római császár
Marcus Aurelius Valerius Maximianus Herculius, általánosan elterjedt néven Maximianus császár (Sirmium, 250 körül – Massilia, 310 júliusa), a Római Birodalom augustusza volt (Diocletianusszal együtt) 286. március 1-jétől 305-ig. Később, 306-tól 308-ig ismét császár, majd 310-ben harmadszor is viselte a tisztséget.

## Élete, uralkodása
Sirmium közelében Pannonia provinciában született, Aurelianus és Probus alatt katonaként szolgálva sikeres katonai karriert futott be. Valószínűleg részt vett Carus mezopotámiai hadjáratában 283-ban, és így 284-ben Nicomediában tartózkodott Diocletianusszal együtt, amikor Diocletianust császárrá választották.
285-ben Diocletianus caesarrá nevezte őt ki és rábízta a nyugati birodalomrész igazgatását, mert meggyőződésévé vált, hogy a birodalom már túl nagy ahhoz, egy ember kézben tartsa. A rákövetkező évben Maximianus megkapta az augustus címet is, így ettől kezdve a birodalomnak két egyenrangú uralkodója volt 293-ig, amikor Diocletianus bevezette a tetrarchia intézményét, ami azt jelentette, hogy a két augustus mellé egy-egy további uralkodót neveztek ki, akik a caesar rangot kapták meg. A Maximianus mellé rendelt caesar Constantius Chlorus lett, aki feleségül vette Maximianus fogadott lányát, Flavia Maximiana Theodorát.
Uralkodása alatt Maximianus több katonai sikert is elért az alemannok és a burgundiaiak ellen az északi területeken, illetve a daciai carpi törzs ellen a Dunánál és Carausius ellen, aki Britanniában lázadt fel és kiáltotta ki magát császárrá. Ezenfelül megerősítette Africa provincia határának a védelmét is.
Miközben a germán törzsek elleni hadjáratokkal volt elfoglalva, Maximianus megbízta Carausiust az északi flotta irányításával, illetve a kalózok legyőzésével. Carausius adminisztrációja azonban bizonyos pénzügyi szabálytalanságokat követett el, ezért hogy elkerülje a büntetést, Carausius császárnak kiáltotta ki magát és átvette Britannia és Észak-Gallia felett az uralmat. Mivel Maximianust még mindig a germán fenyegetés kötötte le, ezért a frissen kinevezett caesart, Constantius Chlorust küldte Carausius ellen. Constantius Chlorus előbb visszafoglalta Galliát legyőzve Carausiust, majd 296-ban véglegesen leverte a lázadást Carausius utódának Allectusnak a legyőzésével Britanniában.
297-299 során Maximianus Hispaniaban a mórok ellen harcolt és Észak-Afrikában harcolt a helyi törzsek ellen vezetett hadjáratot. Ezeket a hadjáratokat követően visszavonult Milánóba és Aquileiába, és caesarjára, Constantiusra bízta a germán törzsek leverését.
Belpolitikáját nézve Maximianus agresszívebben politizált a szenátussal szemben, mint Constantius, de nem vett részt aktívan a Diocletianus és Galerius által a keleti birodalomrészben meghirdetett keresztényüldözésekben.
305. május 1-jén Diocletianus és Maximianus együtt bejelentették a visszavonulásukat. Valószínűleg ezt a lépést Maximianus nem önként tette meg, hanem Diocletianus vette rá a visszavonulásra. Keleten Galerius, nyugaton pedig Constantius Chlorus lett az új császár, és Severus, illetve Maximinus Daia lettek az új caesarok szintén keleten, illetve nyugaton. Maximianus Lucaniában vagy Campaniában levő birtokaira vonult vissza.
Amikor a következő évben Constantius meghalt, Maximianus fia Maxentius kikiáltotta magát a nyugati birodalomrész császárává 306. október 28-án. Hogy megőrizze a hivatalosság látszatát, kinevezte Maximianust augustusszá. Maximianus legyőzte Severust és Galeriust és Constantius fiát, I. Constantinust is a saját maga oldalára állította és ez utóbbi szövetséget biztosítandó I. Constantinus feleségül is vette Maximianus lányát, Faustát.
Jóllehet Maximianus szerepe mindössze annyi volt, hogy elfedje Maxentius valódi hatalmát, illetve szerepét, 308-ban az idősebb augustus fellázadt a saját fia ellen és bevonult Rómába, de legyőzték. A Carnuntumban tartott konferencián, ahol Diocletianus is újra jelen volt, Maximianust ismét lemondatták augustusi címéről és ezután Constantinushoz menekült Galliába.
310-ben újabb alkalom kínálkozott Maximianus számára, hogy a császári címet visszaszerezze, amikor Constantinus csapatai egy részével a frankok ellen vonult a lázadásukat elfojtani. Maximianus harmadszor is császárnak kiáltotta ki magát, mivel a hadsereg donativum fejében őt támogatta, azonban nem tudta tartani magát Constantinusszal szemben, aki gyorsan Arelateba vonult, hogy apósa ellen megindítsa az ostromot. Maximianus Massiliába menekült, de legyőzték, bebörtönözték és lemondatták.
Maximianus bocsánatot nyert I. Constantinus ellen lázadásáért és megengedték neki, hogy az udvarában maradjon.
Egy Constantinus elleni összeesküvés következményeképpen halt meg – megpróbálta lányát, Faustát is bevonni az összeesküvésbe, de az inkább úgy döntött, hogy felfedi az összeesküvést a férjének, ezért az meghiúsult. Maximianus ezután vagy gyilkosság áldozata lett, vagy pedig öngyilkosságot kellett elkövetnie ugyanezen év, azaz 310 júliusában.
Győzelmeiért Maximianus megkapta a Germanicus Maximus V címet (287-ben kétszer is, ezenkívül 288-ban, 293-ban és 301-ben), a Sarmaticus Maximus III címet (289-ben, 294-ben és 300-ban), az Armeniacus Maximus címet (298-ban), a Medicus Maximus címet (298-ban), az Adiabenicus Maximus címet (298)-ban, a Persicus Maximus II címet (295-ben és 298-ban), a Carpicus Maximus címet (297-ben), illetve a Britannicus Maximus címet (297-ben).
Ezenfelül kilencszer volt consul 287-ben, 288-ban, 290-ben, 293-ban, 297-ben, 299-ben, 303-ban, 304-ben és 307-ben.